# Pommiers (Gard)
Pommiers è un comune francese di 63 abitanti situato nel dipartimento del Gard, nella regione dell'Occitania.

## Società

### Evoluzione demografica
Abitanti censiti